# Iuri Trífonov
Iuri Trífonov   (Moscou, 28 d'agost de 1925 - Moscou, 28 de març de 1981), nom complet amb patronímic Iuri Valentínovitx Trífonov, rus: Ю́рий Валенти́нович Три́фонов, fou un escriptor soviètic i rus, mestre de l'anomenada "prosa urbana". Fou una de les figures principals del període literari comprès entre els anys seixanta i setanta a la Unió Soviètica. Fou considerat un ferm candidat per al Premi Nobel de Literatura el 1981, però va morir mesos abans que el jurat dictaminés el seu veredicte.

## Infantesa i família
Trífonov va néixer als luxosos apartaments del carrer Arbat i, amb un interval de dos anys a Taixkent, va passar tota la seva vida a Moscou. El seu pare, Valentín Trífonov (1888-1938), era descendent dels cosacs del Don. Veterà de l'Exèrcit Roig, comandant dels cosacs al Don durant la guerra civil i després oficial soviètic, va ser arrestat els dies 21/22 de juny de 1937 i assassinat el 15 de març de 1938. Fou rehabilitat el 3 de novembre de 1955.
La mare de Trífonov, Ievguénia Abràmovna Lurie (1904-1975), enginyera-economista, era de mitja descendència russa i mitja jueva. Va passar vuit anys en un camp de treball per no denunciar el seu marit. Va ser alliberada el 1945 i va tornar a Moscou el 1946. Més tard, va treballar en una biblioteca escolar i va escriure llibres infantils sota el nom d'E. Taiurina. Fou rehabilitada el 1955. Durant l'empresonament de la seva mare, Trífonov i la seva germana van ser criats per la seva àvia materna, Tatiana Aleksàndrovna Lurie (de soltera Slovatínskaia, 1879-1957), que havia estat una revolucionària professional i va participar en la Guerra Civil Russa. L'avi matern de Trífonov, Abram Pàvlovitx Lurie (1875-1924), havia estat membre d'un grup menxevic clandestí, i cosí d'Aaron Soltz. Després de la purga, la família de Trífonov es va traslladar de la famosa Casa del Terraplè rus: Дом на набережной Dom na naberejnoi (just a l'altre costat del riu des del Kremlin), a una kommunalka.
A l'escola, Trífonov va editar periòdics de classe, va compondre poesia i va escriure contes curts. Va passar 1941 i 1942 a Taíxkent, capital de l'RSS d'Uzbekistan. Durant la guerra, el 1942-45, De 1942 a 1945 va treballar a una fàbrica d'avions a Moscou, primer com a instal·lador, i després despatxant al taller. El 1945 va editar el diari de la fàbrica.

## Carrera
Trífonov va assistir a l'Institut de Literatura Maksim Gorki entre 1944 i 1949. La seva primera novel·la, Els estudiants, rus: Студенты Studenti, es va publicar a Novi Mir el 1950, i amb ella va guanyar el Premi Stalin. La seva següent novel·la, Apagant la set rus: Утоление жажды Utolénie jajdi, només va aparèixer el 1961.
El 1964-1965, Trífonov va publicar la novel·la documental La resplendor de la foguera rus: Отблеск костра Otblesk kostrà on Trífonov va tractar primer el tema, que després es va convertir en una de les principals idees del seu treball: la comprensió de la revolució i les seves conseqüències per al país i el poble, tot i que el principal motiu del llibre era la justificació del pare rehabilitat de l'escriptor. Posteriorment, va escriure diverses històries que van ser publicades a Novi Mir, incloent-hi Vera i Zoika rus: Вера и Зойка (1966) i "Tardor de bolets" rus: В грибную осень V gribnuiu ossen (1968).
El cicle Novel·les moscovites rus: Московские повести Moskovskie povesti, iniciat a la fi dels anys seixanta, va marcar el començament de la «prosa urbana», que mostrava la vida quotidiana dels habitants de la ciutat. El cicle inclou les novel·les L'intercanvi rus: Обмен Obmén (1969), Resultats preliminars rus: Предварительные итоги Predvaritélnie itogui (1970), El llarg comiat rus: Долгое прощание Dólgoie prosxánie (1971), Una altra vida rus: Другая жизнь Drugaia jizn (1975), i La casa al terraplè rus: Доме на набережной Dome na naberejnoi (1976). L'última novel·la descriu la vida dels residents de la Casa del Terraplè als anys trenta, molts dels quals van ser assassinats durant la Gran Purga de 1937.
El 1973, Trífonov va publicar la novel·la històrica Impaciència rus: Нетерпение Neterpénie. La novel·la descriu l'assassinat d'Alexandre II de Rússia en 1881 per part del partit Naródnaia Vólia. Va ser nominat al Premi Nobel per Heinrich Böll. Una altra novel·la històrica, El vell rus: Старик Stàrik, va ser publicada el 1978. El 1981 Trífonov va acabar la complexa i multifacètica novel·la Temps i lloc rus: Время и место Vrémia i mesto, que seria publicada poc després de la seva mort el 1981. El 1987, va ser publicada pòstumament la novel·la Desaparicions rus: Исчезновение Istxeznovénie.
Trifonov també era conegut com a periodista esportiu. Va publicar nombrosos articles sobre esports; durant gairebé vint anys, va ser membre del consell editorial de la revista Educació física i esport rus: Физкультура и спорт Fizkultura i sport.

## Vida personal

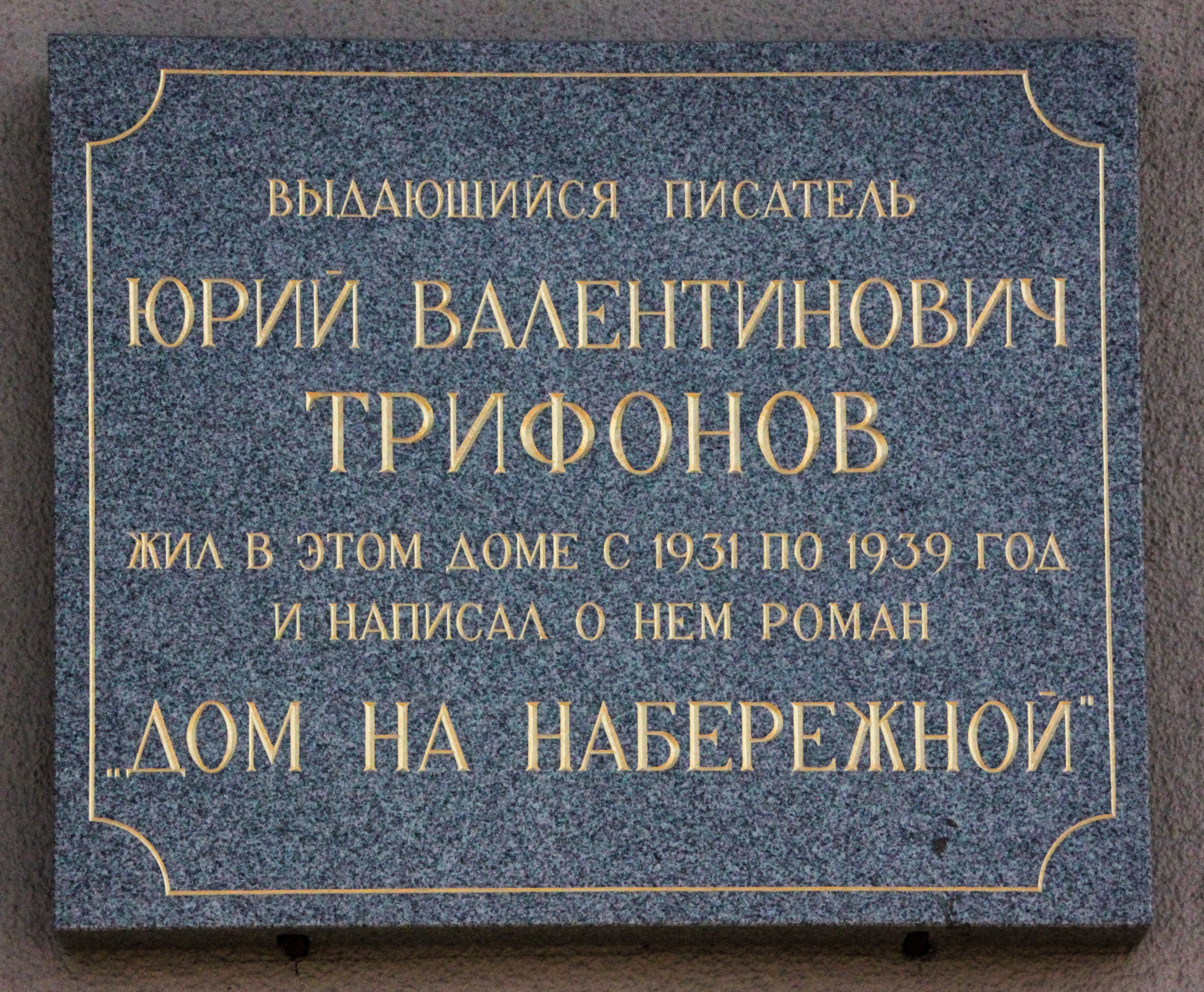
Placa commemorativa a la paret de la Casa del Terraplè

Trífonov va estar casat, de 1949 a 1966, amb la cantant d'òpera Nina Nelina (nascuda Niurenberg), filla del reconegut artista Amxei Niurenberg. El matrimoni va acabar amb la mort de Nelina. El 1951, van tenir una filla, Olga (Tanguian). Més tard, va estar casat amb Al·la Pàvlovna Pàstukhova, una editora. El 1975, es va casar per tercera vegada, amb Olga Romànovna Miroixnitxenko (b. 1938), escriptora antigament casada amb l'escriptor Gueorgui Berozko. El seu fill Valentín va néixer el 1979.
Després de la mort de Trífonov, Olga Miroixnitxenko-Trífonova va publicar els diaris i els quaderns del seu marit, que tornava als dies escolars de l'escriptor i que acabava el 1980. Va publicar les seves memòries de Trñufonov el 2003.

## Mort
Iuri Trífonov va morir el 28 de març de 1981 a causa d'un tromboembolisme de l'artèria pulmonar. Va ser enterrat a Moscou, al cementiri de Kuntsevo.

## Llegat
Es va col·locar una placa commemorativa dedicada a Trífonov a la Casa del terraplè el 2003.

## Traduccions al català
- Una altra vida. Traducció catalana de Josep Maria Güell. Plec de setze, Edicions Grijalbo, 1a edició, 1985